# Carl Böschen Verlag
Der nach dem süddeutschen Vormärzler und Verleger Carl Böschen (Calw 1804 – St. Louis 1877) benannte Carl Böschen Verlag (Siegen, 1. Juni 1996 bis 31. Dezember 2014; Inh.: bis 31. Dezember 2006 Sabine Meyer, danach Günter Helmes) stand unter dem Böschen-Motto „Wissen, Aufklären, Unterhalten“.

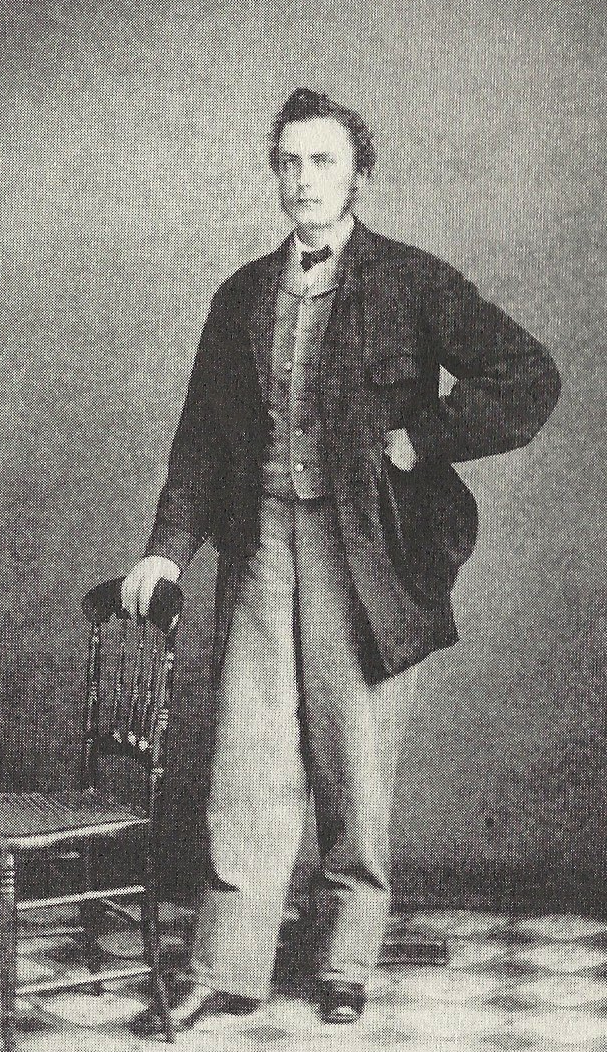
Carl Böschen in den 1840er Jahren

Er verlegte Belletristik, Literatur- und Sprachwissenschaft, Medienwissenschaft, Kulturwissenschaft, Zeitgeschichte und Sachbücher.
Zu seinen (zum Teil in Herausgeberschaft präsentierten) literarischen Autoren zählten Camilla Collett, Arnold Höllriegel, Kay Hoff, Jürgen Kleist, Ingrid Kreuzer (alias Angelika Jakob), Ingo Porschien, Richard Schaukal, Christine Schwarz, Egon Schwarz, Gerson Stern, Theodor Weißenborn und Götz Wienold. Darüber hinaus erschienen Sammelbände zu den Themen „Don Juan in der deutschsprachigen Literatur“ und „Mann (Familie) in Bildern“.
In den Bereichen Literatur- und Sprachwissenschaft sowie Medienwissenschaft erschienen in der von Helmut Scheuer herausgegebenen Reihe „Kasseler Studien“ Monographien bspw. über Goethe, Gerhart Hauptmann, Lili Körber, Johann Georg Kohl, Dieter Kühn, Heinrich Mann und über Ehekonzeptionen von Autoren der Wiener Moderne. Darüber hinaus erschienen Studien zu Hans Joachim Frank, Kay Hoff, Thomas Mann, Robert Müller, Peter Schneider und B. Traven sowie zu den Themen „Tiere in der mittelalterlichen Literatur“, „Medien für Kinder und Jugendliche“ und „Sprachkultur“.
Aus den Bereichen Kulturwissenschaft und Zeitgeschichte sind Titel wie Gartenstadt als Reformmodell. Siedlungskonzeption zwischen Utopie und Wirklichkeit von Thomas Krückemeyer, Begegnungen, Facetten eines Jahrhunderts (hrsg. von Doris Rosenstein und Anja Kreutz) und Und eines Tages war das Hakenkreuz auf dem Glockenturm … Der Aufstieg des Nationalsozialismus in der Stadt Arnsberg (1918-1934) von Jürgen Schulte gen. Hobein hervorzuheben.